# Strada provinciale 8 Burrone Contrasto-Butera-Gela
La strada provinciale 8 Burrone Contrasto-Butera-Gela (SP 8) è una strada provinciale della provincia di Caltanissetta.
Prevista già nel 1869, fu realizzata in applicazione della legge 333 del 23 luglio 1881. Ha origine in località Burrone Contrasto, nel comune di Butera, dove si innesta tramite uno svincolo a livelli sfalsati sulla strada statale 190 delle Solfare. Procedendo verso sud vi si innesta da destra la strada provinciale 49, che conduce alla SS 626 e a Riesi, mentre poco più avanti raggiunge e attraversa l'abitato di Butera. Nell'ultimo tratto attraversa la piana di Gela, sviluppandosi prevalentemente in rettilineo. Termina a Gela, dove prende il nome di "via Butera".

## Strada provinciale 8 bis Sottocorso Butera
La strada provinciale 8 bis Sottocorso Butera (SP 8 bis) è una strada provinciale della provincia di Caltanissetta. Costituisce una variante al percorso della strada provinciale 8 in corrispondenza dell'abitato di Butera
Fu realizzata con fondi dell'assessorato regionale ai lavori pubblici e consegnata al comune di Butera come strada di circonvallazione; venne poi provincializzata nel 1971. Si sviluppa tra le progressive 9+700 e 12+100 della strada provinciale 8, rispetto alla quale ha un percorso più breve e rettilineo, mantenendosi a una quota più bassa sul fianco orientale della collina su cui sorge Butera.